# カイト由利子
カイト 由利子（カイト ゆりこ）は、日本の言語学者。Ph.D.（言語学）。専門は社会言語学（言語接触、言語選択）、バイリンガリズム、応用言語学（第二言語習得理論、言語(学習)とアイデンティティ, カリキュラム開発）、語用論など。関西大学国際部元教授、同大学大学院外国語教育学研究科名誉教授。

## 略歴
広島県生まれ。広島女学院大学文学部英米文学科卒業。同大学語学研究室助手。1986年米国サウスカロライナ大学大学院修士課程に入学。言語学の修士号と博士号を取得。1980年からアフリカソマリアでESL教師、1990年から10年間、神戸にあるカナディアンアカデミーで小学部アドバイザー、1992年から英語教師をつとめたのち、1998年から関西大学文学部助教授。2000年同大学外国語教育研究機構助教授、2002年から関西大学国際部教授（2017年まで）。その間、国際交流センター長（2006年 - 2008年）、副学長（2008年 - 2009年）、国際教育センター長（2009年 - 2012年）を歴任。学外では日本私立大学連盟国際連携委員会委員長（2007年 - 2011年）や日本私立大学団体連合会国際交流委員会委員（2007年 - 現在）など。

## 論文・著書
- 「Pragmatics in a College-Level EFL Curriculum」『関西大学外国語教育研究（紀要）』第3号（共著）、2002年
- 「Language Learning Perspectives：Language and Cognitive Models」『関西大学人間活動理論研究センター　CHAT Technical Reports』No.6、2007年
- 「第二言語習得理論と言語教育」『斎藤栄二先生退職記念論文集』2007年、三省堂
- 「フィンランドの英語教育」『関西大学人間活動理論研究センター　CHAT Technical Reports』No.6、2008年
- 「Language Use by Engineers at an Academic Conference」『関西大学人間活動理論研究センター　CHAT Technical Reports』No.7、2008年
- 『国際バカロレアを知るために』（大迫弘和編著、長尾ひろみ、新井健一との共著）、水王舎、2014年
- 『留学生教育の新潮流―関西大学留学生別科の実践と研究』（監修、古川智樹編著）、関西大学出版部、2015年